# Campeonato Nacional de Seniores de 2013–14
A edição CNS de 2013/2014 foi a 1ª temporada com o novo modelo para o 3º Nível do futebol português. O Campeonato Nacional de Seniores é o 1º Nível não-profissional do futebol português.
O SC Freamunde (campeão), Oriental (derrotado na final) e V. Guimarães B (vencedor da eliminatória entre os dois segundos classificados) subiram à Segunda Liga de 2014–15. O Boavista foi promovido à Primeira Liga de 2014–15 administrativamente.

## Formato
80 Equipas participaram nesta prova, distribuídas numa 1ª fase por 8 grupos de 10 equipas, disputado a 2 voltas, em que os 2 primeiros classificados de cada série garantiram lugar na 2ª fase para decidir a subida à Segunda Liga. Essa segunda fase teve 2 grupos com 8 equipas. Os vencedores ascenderam à Segunda Liga (disputando uma final para decidir o Campeão), juntamente com um dos segundos classificados, apurado numa eliminatória a 2 mãos. Os restantes 8 de cada série disputaram novo campeonato, também a 2 voltas, preservando metade dos pontos da primeira fase. Os 2 últimos de cada série desceram aos Campeonatos Distritais. Os clubes classificado na 6ª posição de cada série realizaram uma eliminatória, a 2 mãos, para decidir os restantes 4 clubes a serem despromovidos. 

## Participantes
Descem da Segunda Liga[carece de fontes?]
| - Naval 1º de Maio - V. Guimarães "B" - SC Freamunde |

Permanecem na II Divisão (3.º nível até 2012-13)
| Zona Norte - Ribeirão - Mirandela - Vizela - Limianos - Tirsense - Famalicão - Varzim - Fafe - Boavista - Amarante - Gondomar - Vilaverdense - Joane | Zona Centro - Cinfães - Operário (Açores) - Sp. Espinho - Benf. Castelo Branco - Pampilhosa - Sousense - Anadia - S. João de Ver - Coimbrões - Nogueirense - Tourizense - Cesarense - Bustelo | Zona Sul - Mafra - Torreense - Sertanense - Oriental - 1.º Dezembro - U. Leiria - Fátima - Casa Pia - Pinhalnovense - Louletano - Quarteirense - Fut. Benfica - Carregado |

Ascendem da III Divisão (4º nível até 2012-13)
Primeiros e segundos classificados
| Série A - Bragança - Santa Maria | Série B - Felgueiras 1932 - Oliveirense | Série C - Grijó - Salgueiros 08 | Série D - Sourense - Alcanenense | Série E - Lourinhanense - Sintrense | Série F - U. Montemor - Esp. Lagos | Série Açores - Praiense - Sp. Ideal |

Os cinco melhores terceiros classificados das seis Zonas Continentais (A a F)
- Vianense (Série A)
- Estarreja (Série C)
- Caldas (Série D)
- Barreirense (Série E)
- Moura (Série F)

Ascendem dos Campeonatos Distritais (5º nível até 2012-13)
| - AF Algarve: FC Ferreiras - AF Aveiro: Lusitânia de Lourosa - AF Beja: Almodôvar - AF Braga: Ninense - AF Bragança: Vila Flor - AF Castelo Branco: Águias do Moradal - AF Coimbra: CD Carapinheirense - AF Évora: sem representante - AF Guarda: Manteigas - AF Leiria: Portomosense - AF Lisboa: Loures - AF Madeira: Camacha - AF Portalegre: Elvas - AF Porto: Lixa e Perafita - AF Santarém: At. Riachense - AF Setúbal: Cova da Piedade - AF Viana do Castelo: Valenciano - AF Vila Real: Pedras Salgadas - AF Viseu: Lusitano de Vildemoinhos |

## 1ª Fase

### Série A
| #  | Equipa          | J  | V  | E | D  | GP | GC | SG  | Pts | Classificação    |
| -- | --------------- | -- | -- | - | -- | -- | -- | --- | --- | ---------------- |
| 1  | Limianos        | 18 | 10 | 4 | 4  | 27 | 16 | +11 | 34  | Zona Promoção    |
| 2  | Bragança        | 18 | 9  | 6 | 3  | 25 | 17 | +8  | 33  | Zona Promoção    |
| 3  | Fafe            | 18 | 8  | 9 | 1  | 21 | 9  | +12 | 33  | Zona Despromoção |
| 4  | Mirandela       | 18 | 7  | 8 | 3  | 21 | 13 | +8  | 29  | Zona Despromoção |
| 5  | Vianense        | 18 | 7  | 5 | 6  | 15 | 12 | +3  | 26  | Zona Despromoção |
| 6  | Santa Maria     | 18 | 6  | 4 | 8  | 17 | 21 | −4  | 22  | Zona Despromoção |
| 7  | Vilaverdense    | 18 | 5  | 6 | 7  | 12 | 15 | −3  | 21  | Zona Despromoção |
| 8  | Valenciano      | 18 | 6  | 3 | 9  | 16 | 23 | −7  | 21  | Zona Despromoção |
| 9  | Pedras Salgadas | 18 | 3  | 6 | 9  | 17 | 27 | −10 | 15  | Zona Despromoção |
| 10 | Ninense         | 18 | 1  | 5 | 12 | 11 | 29 | −18 | 8   | Zona Despromoção |

|              | BRA | FAF | LIM | MIR | NIN | PED | STM | VAL | VIAN | VILA |
| ------------ | --- | --- | --- | --- | --- | --- | --- | --- | ---- | ---- |
| Bragança     |     | 0–0 | 2–2 | 1–0 | 1–0 | 1–1 | 1–1 | 3–0 | 2–1  | 3–2  |
| Fafe         | 1–2 |     | 1–1 | 1–1 | 3–0 | 2–0 | 3–1 | 2–1 | 0–0  | 1–0  |
| Limianos     | 2–1 | 0–0 |     | 0–1 | 3–1 | 1–0 | 2–0 | 1–2 | 1–0  | 2–0  |
| Mirandela    | 2–0 | 1–1 | 2–0 |     | 1–1 | 1–1 | 2–0 | 2–1 | 1–0  | 0–1  |
| Ninense      | 1–2 | 0–1 | 1–3 | 1–1 |     | 1–1 | 0–3 | 1–0 | 1–2  | 1–1  |
| P. Salgadas  | 2–1 | 1–1 | 1–2 | 2–2 | 1–0 |     | 0–2 | 0–0 | 0–2  | 0–2  |
| Santa Maria  | 0–2 | 0–2 | 1–2 | 1–3 | 2–0 | 3–2 |     | 0–2 | 1–0  | 0–0  |
| Valenciano   | 0–1 | 1–1 | 1–4 | 1–1 | 2–1 | 2–1 | 0–2 |     | 1–2  | 0–1  |
| Vianense     | 1–1 | 0–0 | 2–1 | 0–0 | 1–0 | 3–1 | 0–0 | 0–1 |      | 1–0  |
| Vilaverdense | 1–1 | 0–1 | 0–0 | 1–0 | 1–1 | 1–3 | 0–0 | 0–1 | 1–0  |      |

### Série B
| #  | Equipa                            | J  | V  | E  | D  | GP | GC | SG  | Pts | Classificação    |
| -- | --------------------------------- | -- | -- | -- | -- | -- | -- | --- | --- | ---------------- |
| 1  | Vitória de Guimarães B            | 18 | 11 | 2  | 5  | 32 | 19 | +13 | 35  | Zona Promoção    |
| 2  | Vizela                            | 18 | 9  | 5  | 4  | 23 | 16 | +7  | 32  | Zona Promoção    |
| 3  | Felgueiras 1932                   | 18 | 8  | 6  | 4  | 28 | 17 | +11 | 30  | Zona Despromoção |
| 4  | Varzim                            | 18 | 9  | 3  | 6  | 25 | 21 | +4  | 30  | Zona Despromoção |
| 5  | Joane                             | 18 | 7  | 4  | 7  | 19 | 20 | −1  | 25  | Zona Despromoção |
| 6  | Associação Desportiva Oliveirense | 18 | 6  | 5  | 7  | 16 | 21 | −5  | 23  | Zona Despromoção |
| 7  | Ribeirão                          | 18 | 5  | 6  | 7  | 25 | 26 | −1  | 21  | Zona Despromoção |
| 8  | Famalicão                         | 18 | 5  | 5  | 8  | 20 | 20 | 0   | 20  | Zona Despromoção |
| 9  | Tirsense                          | 18 | 3  | 10 | 5  | 16 | 25 | −9  | 19  | Zona Despromoção |
| 10 | Lixa                              | 18 | 2  | 4  | 12 | 15 | 34 | −19 | 10  | Zona Despromoção |

|                        | OLI | FAM | FEL | JOA | LIX | RIB | TIR | VAR | VSC | VIZ |
| ---------------------- | --- | --- | --- | --- | --- | --- | --- | --- | --- | --- |
| Oliveirense            |     | 2–1 | 1–0 | 3–1 | 0–0 | 1–1 | 1–1 | 2–0 | 0–3 | 0–1 |
| Famalicão              | 0–1 |     | 1–1 | 0–0 | 4–1 | 0–1 | 0–0 | 2–1 | 2–0 | 1–1 |
| Felgueiras             | 4–0 | 3–2 |     | 2–0 | 2–2 | 1–1 | 5–1 | 3–0 | 0–1 | 1–0 |
| Joane                  | 2–1 | 1–0 | 1–0 |     | 1–0 | 1–2 | 1–1 | 1–1 | 3–1 | 3–1 |
| Lixa                   | 0–0 | 1–2 | 0–1 | 2–1 |     | 2–3 | 2–3 | 0–1 | 1–0 | 2–3 |
| Ribeirão               | 2–3 | 1–2 | 1–2 | 0–1 | 2–0 |     | 2–2 | 1–2 | 2–1 | 1–1 |
| Tirsense               | 0–0 | 1–0 | 1–1 | 2–1 | 2–2 | 0–0 |     | 0–4 | 1–2 | 0–0 |
| Varzim                 | 2–1 | 2–1 | 3–0 | 1–1 | 2–0 | 1–0 | 1–1 |     | 2–0 | 1–3 |
| Vitória de Guimarães B | 1–0 | 2–1 | 2–2 | 1–0 | 4–0 | 5–5 | 1–0 | 3–0 |     | 4–0 |
| Vizela                 | 2–0 | 1–1 | 0–0 | 2–0 | 2–0 | 1–0 | 2–0 | 2–1 | 0–1 |     |

### Série C
| #  | Equipa        | J  | V  | E | D  | GP | GC | SG  | Pts | Classificação    |
| -- | ------------- | -- | -- | - | -- | -- | -- | --- | --- | ---------------- |
| 1  | Boavista      | 18 | 14 | 3 | 1  | 40 | 12 | +28 | 45  | Zona Promoção    |
| 2  | Freamunde     | 18 | 11 | 5 | 2  | 39 | 18 | +21 | 38  | Zona Promoção    |
| 3  | Gondomar      | 18 | 9  | 7 | 2  | 25 | 14 | +11 | 34  | Zona Despromoção |
| 4  | Amarante      | 18 | 7  | 6 | 5  | 29 | 21 | +8  | 27  | Zona Despromoção |
| 5  | Salgueiros 08 | 18 | 7  | 4 | 7  | 21 | 22 | −1  | 25  | Zona Despromoção |
| 6  | Camacha       | 18 | 6  | 3 | 9  | 23 | 25 | −2  | 21  | Zona Despromoção |
| 7  | Coimbrões     | 18 | 4  | 6 | 8  | 22 | 29 | −7  | 18  | Zona Despromoção |
| 8  | Sousense      | 18 | 4  | 6 | 8  | 18 | 25 | −7  | 18  | Zona Despromoção |
| 9  | Perafita      | 18 | 2  | 6 | 10 | 16 | 38 | −22 | 12  | Zona Despromoção |
| 10 | Vila Flor     | 18 | 1  | 4 | 13 | 20 | 49 | −29 | 7   | Zona Despromoção |

|            | AMA | BOA | CAM | COI | FRE | GON | PER | SAL | SOU | VILA |
| ---------- | --- | --- | --- | --- | --- | --- | --- | --- | --- | ---- |
| Amarante   |     | 2–2 | 1–1 | 2–0 | 1–2 | 0–0 | 4–1 | 1–2 | 4–0 | 5–0  |
| Boavista   | 2–1 |     | 1–0 | 3–0 | 1–1 | 1–0 | 4–1 | 3–0 | 2–0 | 7–1  |
| Camacha    | 0–1 | 0–1 |     | 1–0 | 1–3 | 1–2 | 3–0 | 0–1 | 1–1 | 2–0  |
| Coimbrões  | 0–1 | 0–1 | 3–0 |     | 1–1 | 0–1 | 2–2 | 2–1 | 4–1 | 5–4  |
| Freamunde  | 1–1 | 0–2 | 5–3 | 4–0 |     | 2–3 | 2–0 | 3–0 | 1–0 | 4–0  |
| Gondomar   | 1–1 | 2–1 | 2–0 | 1–1 | 1–1 |     | 2–2 | 2–0 | 3–0 | 1–1  |
| Perafita   | 4–1 | 0–2 | 1–1 | 2–2 | 1–2 | 1–1 |     | 0–3 | 0–0 | 1–0  |
| Salgueiros | 0–1 | 1–1 | 1–3 | 3–1 | 1–2 | 1–0 | 2–0 |     | 0–0 | 2–2  |
| Sousense   | 3–0 | 1–3 | 1–3 | 0–0 | 1–1 | 0–1 | 4–0 | 1–1 |     | 2–1  |
| Vila Flor  | 2–2 | 2–3 | 1–3 | 1–1 | 1–4 | 1–2 | 3–0 | 0–2 | 0–3 |      |

### Série D
| #  | Equipa                | J  | V | E | D | GP | GC | SG  | Pts | Classificação    |
| -- | --------------------- | -- | - | - | - | -- | -- | --- | --- | ---------------- |
| 1  | São João de Ver       | 18 | 9 | 5 | 4 | 33 | 28 | +5  | 32  | Zona Promoção    |
| 2  | Cesarense             | 18 | 8 | 6 | 4 | 26 | 18 | +8  | 30  | Zona Promoção    |
| 3  | Bustelo               | 18 | 6 | 8 | 4 | 23 | 17 | +6  | 26  | Zona Despromoção |
| 4  | Anadia                | 18 | 6 | 7 | 5 | 31 | 30 | +1  | 25  | Zona Despromoção |
| 5  | Lusitânia Lourosa     | 18 | 6 | 5 | 7 | 19 | 17 | +2  | 23  | Zona Despromoção |
| 6  | Cinfães               | 18 | 5 | 8 | 5 | 18 | 18 | 0   | 23  | Zona Despromoção |
| 7  | Grijó                 | 18 | 4 | 9 | 5 | 29 | 30 | −1  | 21  | Zona Despromoção |
| 8  | Lusitano Vildemoinhos | 18 | 5 | 5 | 8 | 22 | 34 | −12 | 20  | Zona Despromoção |
| 9  | Sporting de Espinho   | 18 | 4 | 6 | 8 | 17 | 20 | −3  | 18  | Zona Despromoção |
| 10 | Estarreja             | 18 | 3 | 7 | 8 | 20 | 26 | −6  | 16  | Zona Despromoção |

|              | ANA | BUS | CES | CIN | EST | GRI | LOU | VILA | SJV | ESP |
| ------------ | --- | --- | --- | --- | --- | --- | --- | ---- | --- | --- |
| Anadia       |     | 1–0 | 2–1 | 0–0 | 4–4 | 3–2 | 2–1 | 3–1  | 3–3 | 0–0 |
| Bustelo      | 1–0 |     | 1–1 | 0–0 | 2–1 | 1–2 | 2–0 | 5–0  | 1–0 | 1–1 |
| Cesarense    | 4–2 | 1–1 |     | 2–2 | 2–1 | 4–0 | 0–0 | 1–1  | 3–1 | 2–1 |
| Cinfães      | 1–1 | 1–2 | 2–0 |     | 0–0 | 1–1 | 0–2 | 1–0  | 1–2 | 1–0 |
| Estarreja    | 1–2 | 0–0 | 3–1 | 0–0 |     | 1–1 | 1–1 | 1–1  | 1–3 | 2–1 |
| Grijó        | 1–1 | 1–1 | 0–0 | 1–3 | 3–1 |     | 2–0 | 4–1  | 3–3 | 1–1 |
| Lourosa      | 4–2 | 0–0 | 0–1 | 1–0 | 1–0 | 3–3 |     | 2–0  | 1–2 | 0–0 |
| Vildemoinhos | 3–2 | 3–1 | 0–1 | 2–0 | 2–1 | 2–2 | 1–0 |      | 0–2 | 1–1 |
| São João Ver | 2–2 | 2–2 | 0–2 | 1–3 | 2–0 | 1–0 | 2–1 | 4–4  |     | 1–0 |
| Sp. Espinho  | 2–3 | 2–1 | 1–0 | 1–1 | 0–2 | 2–1 | 0–1 | 3–0  | 1–2 |     |

### Série E
| #  | Equipa                 | J  | V  | E | D | GP | GC | SG  | Pts | Classificação    |
| -- | ---------------------- | -- | -- | - | - | -- | -- | --- | --- | ---------------- |
| 1  | Benfica Castelo Branco | 18 | 12 | 4 | 2 | 44 | 19 | +25 | 40  | Zona Promoção    |
| 2  | Sertanense             | 18 | 11 | 3 | 4 | 31 | 21 | +10 | 36  | Zona Promoção    |
| 3  | Pampilhosa             | 18 | 7  | 6 | 5 | 30 | 21 | +9  | 27  | Zona Despromoção |
| 4  | Tourizense             | 18 | 7  | 4 | 7 | 18 | 16 | +2  | 25  | Zona Despromoção |
| 5  | Nogueirense            | 18 | 6  | 6 | 6 | 19 | 23 | −4  | 24  | Zona Despromoção |
| 6  | Águias do Moradal      | 18 | 5  | 6 | 7 | 25 | 26 | −1  | 21  | Zona Despromoção |
| 7  | CD Carapinheirense     | 18 | 4  | 7 | 7 | 19 | 23 | −4  | 19  | Zona Despromoção |
| 8  | Naval 1º de Maio       | 18 | 4  | 7 | 7 | 18 | 29 | −11 | 19  | Zona Despromoção |
| 9  | Sourense               | 18 | 4  | 6 | 8 | 25 | 34 | −9  | 18  | Zona Despromoção |
| 10 | Manteigas              | 18 | 2  | 7 | 9 | 14 | 31 | −17 | 13  | Zona Despromoção |

| A. Moradal  |     | 2–3 | 1–0 | 1–0 | 0–0 | 1–1 | 1–1 | 0–0 | 2–1 | 1–2                    |     |     |  |     |     |     |     |     |     |     |
| B.C. Branco | 2–1 |     | 4–0 | 4–1 | 3–1 | 4–1 | 3–3 | 1–1 | 3–2 | 1–0 CD Carapinheirense | 4–3 | 0–0 |  | 2–3 | 2–0 | 0–0 | 0–0 | 2–0 | 1–1 | 2–2 |
| Manteigas   | 1–1 | 0–3 | 0–2 |     | 1–1 | 0–1 | 0–2 | 0–3 | 0–0 | 1–1                    |     |     |  |     |     |     |     |     |     |     |
| Naval       | 0–5 | 1–0 | 3–2 | 0–3 |     | 1–1 | 1–1 | 2–2 | 2–2 | 2–0                    |     |     |  |     |     |     |     |     |     |     |
| Nogueirense | 1–1 | 1–1 | 1–0 | 2–2 | 2–0 |     | 0–3 | 1–2 | 2–3 | 0–2                    |     |     |  |     |     |     |     |     |     |     |
| Pampilhosa  | 4–1 | 1–4 | 0–0 | 2–0 | 1–1 | 0–1 |     | 0–2 | 2–4 | 1–0                    |     |     |  |     |     |     |     |     |     |     |
| Sertanense  | 3–2 | 1–2 | 2–1 | 4–1 | 2–1 | 2–1 | 1–0 |     | 2–1 | 0–2                    |     |     |  |     |     |     |     |     |     |     |
| Sourense    | 3–0 | 0–5 | 0–0 | 1–1 | 1–2 | 1–2 | 1–6 | 4–3 |     | 0–0                    |     |     |  |     |     |     |     |     |     |     |
| Tourizense  | 0–2 | 3–1 | 3–1 | 0–0 | 1–0 | 0–1 | 1–2 | 0–1 | 1–0 |                        |     |     |  |     |     |     |     |     |     |     |

### Série F
| #  | Equipa             | J  | V  | E | D  | GP | GC | SG  | Pts | Classificação    |
| -- | ------------------ | -- | -- | - | -- | -- | -- | --- | --- | ---------------- |
| 1  | Mafra              | 18 | 12 | 6 | 0  | 37 | 14 | +23 | 42  | Zona Promoção    |
| 2  | União de Leiria    | 18 | 10 | 5 | 3  | 28 | 17 | +11 | 35  | Zona Promoção    |
| 3  | Alcanenense        | 18 | 8  | 6 | 4  | 22 | 13 | +9  | 30  | Zona Despromoção |
| 4  | Fátima             | 18 | 7  | 6 | 5  | 29 | 14 | +15 | 27  | Zona Despromoção |
| 5  | Lourinhanense      | 18 | 7  | 5 | 6  | 24 | 23 | +1  | 26  | Zona Despromoção |
| 6  | Caldas             | 18 | 6  | 5 | 7  | 17 | 16 | +1  | 23  | Zona Despromoção |
| 7  | Torreense          | 18 | 5  | 7 | 6  | 25 | 26 | −1  | 22  | Zona Despromoção |
| 8  | Carregado          | 18 | 4  | 6 | 8  | 24 | 28 | −4  | 18  | Zona Despromoção |
| 9  | Portomosense       | 18 | 2  | 5 | 11 | 19 | 42 | −23 | 11  | Zona Despromoção |
| 10 | Atlético Riachense | 18 | 1  | 5 | 12 | 12 | 44 | −32 | 8   | Zona Despromoção |

|               | ALC | ATL | CAL | CAR | FAT | LOU | MAF | POR | TOR | LEIR |
| ------------- | --- | --- | --- | --- | --- | --- | --- | --- | --- | ---- |
| Alcanenense   |     | 4–0 | 1–0 | 1–1 | 1–0 | 2–1 | 0–1 | 1–0 | 0–0 | 0–1  |
| At. Riachense | 0–0 |     | 0–2 | 0–2 | 0–3 | 1–1 | 0–2 | 2–2 | 1–1 | 2–1  |
| Caldas        | 0–1 | 2–1 |     | 1–1 | 1–1 | 2–0 | 1–1 | 2–0 | 0–0 | 0–2  |
| Carregado     | 1–1 | 3–1 | 3–3 |     | 2–1 | 3–0 | 0–2 | 2–3 | 1–1 | 0–1  |
| Fátima        | 1–0 | 4–0 | 1–0 | 4–0 |     | 0–0 | 0–0 | 4–1 | 2–3 | 1–1  |
| Lourinhanense | 1–0 | 4–1 | 1–0 | 2–1 | 2–0 |     | 1–2 | 4–0 | 2–0 | 2–2  |
| Mafra         | 3–3 | 5–0 | 1–0 | 2–1 | 1–0 | 2–0 |     | 7–2 | 2–1 | 1–1  |
| Portomosense  | 0–3 | 0–0 | 0–1 | 2–2 | 2–2 | 2–2 | 0–1 |     | 0–3 | 2–3  |
| Torreense     | 2–2 | 5–1 | 1–2 | 2–1 | 0–5 | 1–1 | 1–1 | 3–2 |     | 0–1  |
| Leiria        | 1–2 | 3–2 | 1–0 | 1–0 | 0–0 | 4–0 | 3–3 | 0–1 | 2–1 |      |

### Série G
| #  | Equipa          | J  | V  | E | D  | GP | GC | SG  | Pts | Classificação    |
| -- | --------------- | -- | -- | - | -- | -- | -- | --- | --- | ---------------- |
| 1  | Loures          | 18 | 10 | 6 | 2  | 30 | 16 | +14 | 36  | Zona Promoção    |
| 2  | Oriental        | 18 | 11 | 2 | 5  | 37 | 17 | +20 | 35  | Zona Promoção    |
| 3  | Operário        | 18 | 10 | 5 | 3  | 34 | 14 | +20 | 35  | Zona Despromoção |
| 4  | Casa Pia        | 18 | 11 | 1 | 6  | 25 | 14 | +11 | 34  | Zona Despromoção |
| 5  | Sintrense       | 18 | 10 | 4 | 4  | 25 | 13 | +12 | 34  | Zona Despromoção |
| 6  | 1º de Dezembro  | 18 | 7  | 6 | 5  | 32 | 25 | +7  | 27  | Zona Despromoção |
| 7  | Praiense        | 18 | 5  | 2 | 11 | 26 | 34 | −8  | 17  | Zona Despromoção |
| 8  | Sporting Ideal  | 18 | 4  | 5 | 9  | 25 | 30 | −5  | 17  | Zona Despromoção |
| 9  | O Elvas         | 18 | 3  | 1 | 14 | 11 | 49 | −38 | 10  | Zona Despromoção |
| 10 | Futebol Benfica | 18 | 1  | 4 | 13 | 19 | 51 | −32 | 7   | Zona Despromoção |

|           | 1ºD | CPI | CFB | LOU | ELV | OPE | ORI | PRA | SNT | IDE |
| --------- | --- | --- | --- | --- | --- | --- | --- | --- | --- | --- |
| 1º Dez.   |     | 1–2 | 4–0 | 0–1 | 3–1 | 2–2 | 1–0 | 4–4 | 1–1 | 3–1 |
| Casa Pia  | 3–1 |     | 0–0 | 1–2 | 7–0 | 1–0 | 0–2 | 1–0 | 1–0 | 1–0 |
| Ft. Benf. | 1–4 | 1–3 |     | 1–1 | 2–1 | 0–0 | 0–5 | 3–7 | 1–3 | 2–4 |
| Loures    | 1–1 | 1–0 | 1–0 |     | 3–0 | 1–1 | 3–1 | 3–0 | 1–1 | 3–0 |
| O Elvas   | 1–3 | 0–1 | 2–1 | 1–1 |     | 0–4 | 0–6 | 2–1 | 0–1 | 0–4 |
| Operário  | 2–0 | 3–1 | 5–0 | 2–2 | 1–0 |     | 3–1 | 4–1 | 1–0 | 0–0 |
| Oriental  | 3–0 | 1–0 | 2–0 | 1–4 | 3–0 | 2–0 |     | 3–1 | 1–2 | 0–0 |
| Praiense  | 1–3 | 0–1 | 3–2 | 2–1 | 2–0 | 0–3 | 0–1 |     | 0–0 | 3–0 |
| Sintrense | 0–0 | 1–0 | 3–1 | 4–0 | 2–3 | 2–1 | 0–2 | 1–0 |     | 2–0 |
| Sp. Ideal | 1–1 | 1–2 | 4–4 | 0–1 | 4–0 | 1–2 | 3–3 | 2–1 | 0–2 |     |

### Série H
| #  | Equipa             | J  | V  | E | D  | GP | GC | SG  | Pts | Classificação    |
| -- | ------------------ | -- | -- | - | -- | -- | -- | --- | --- | ---------------- |
| 1  | Pinhalnovense      | 18 | 10 | 6 | 2  | 28 | 11 | +17 | 36  | Zona Promoção    |
| 2  | Ferreiras          | 18 | 9  | 7 | 2  | 25 | 15 | +10 | 34  | Zona Promoção    |
| 3  | Moura              | 18 | 9  | 5 | 4  | 35 | 22 | +13 | 32  | Zona Despromoção |
| 4  | Cova da Piedade    | 18 | 6  | 8 | 4  | 22 | 21 | +1  | 26  | Zona Despromoção |
| 5  | União de Montemor  | 18 | 5  | 9 | 4  | 27 | 19 | +8  | 24  | Zona Despromoção |
| 6  | Quarteirense       | 18 | 6  | 5 | 7  | 23 | 27 | −4  | 23  | Zona Despromoção |
| 7  | Louletano          | 18 | 6  | 3 | 9  | 22 | 22 | 0   | 21  | Zona Despromoção |
| 8  | Barreirense        | 18 | 5  | 5 | 8  | 18 | 21 | −3  | 20  | Zona Despromoção |
| 9  | Almodôvar          | 18 | 3  | 4 | 11 | 17 | 46 | −29 | 13  | Zona Despromoção |
| 10 | Esperança de Lagos | 18 | 2  | 6 | 10 | 14 | 27 | −13 | 12  | Zona Despromoção |

|               | ALM | BAR | COV | ESP | FER | LOU | MOU | PIN | QUA | MON |
| ------------- | --- | --- | --- | --- | --- | --- | --- | --- | --- | --- |
| Almodôvar     |     | 2–0 | 2–2 | 1–1 | 1–2 | 2–1 | 0–0 | 0–2 | 3–1 | 1–4 |
| Barreirense   | 5–0 |     | 1–0 | 1–0 | 1–2 | 1–0 | 0–0 | 0–1 | 3–1 | 1–1 |
| C. Piedade    | 2–1 | 3–0 |     | 1–0 | 2–2 | 1–0 | 1–3 | 1–1 | 0–0 | 0–0 |
| Esp. Lagos    | 0–0 | 3–0 | 1–1 |     | 0–2 | 0–1 | 0–3 | 1–2 | 1–3 | 2–2 |
| Ferreiras     | 0–1 | 2–1 | 1–2 | 0–0 |     | 0–0 | 3–2 | 0–0 | 3–0 | 0–0 |
| Louletano     | 4–0 | 1–0 | 1–3 | 2–3 | 0–1 |     | 3–1 | 0–1 | 0–0 | 3–2 |
| Moura         | 3–0 | 2–1 | 4–0 | 3–1 | 1–1 | 1–3 |     | 2–1 | 3–1 | 0–3 |
| Pinhalnovense | 4–0 | 1–1 | 2–2 | 1–0 | 3–0 | 2–0 | 1–1 |     | 1–2 | 0–0 |
| Quarteirense  | 4–2 | 0–1 | 1–1 | 3–0 | 1–1 | 1–0 | 0–3 | 1–2 |     | 1–1 |
| U. Montemor   | 5–1 | 1–1 | 1–0 | 1–1 | 0–1 | 2–1 | 3–3 | 0–1 | 1–2 |     |

## Classificações da 2ª Fase

### Subida

#### Zona Norte
| # | Equipa                     | J  | V  | E | D  | GP | GC | SG  | Pts                                           | Classificação                        |
| - | -------------------------- | -- | -- | - | -- | -- | -- | --- | --------------------------------------------- | ------------------------------------ |
| 1 | Freamunde (P)              | 14 | 10 | 3 | 1  | 24 | 5  | +19 | 33                                            | Promovido à Segunda Liga de 2014–15  |
| 2 | Vitória de Guimarães B (P) | 14 | 8  | 4 | 2  | 29 | 13 | +16 | 28                                            | Playoff subida                       |
| 3 | Vizela                     | 14 | 8  | 3 | 3  | 25 | 12 | +13 | 27 \| rowspan="1" style="background:white;"\| |                                      |
| 4 | Boavista (P)               | 14 | 7  | 2 | 5  | 19 | 14 | +5  | 0231                                          | Promovido à Primeira Liga de 2014–15 |
| 5 | Bragança                   | 14 | 4  | 3 | 7  | 20 | 20 | 0   | 15 \| rowspan="4" style="background:white;"\| |                                      |
| 6 | São João de Ver            | 14 | 4  | 2 | 8  | 15 | 31 | −16 | 14                                            |                                      |
| 7 | Cesarense                  | 14 | 3  | 2 | 9  | 10 | 27 | −17 | 11                                            |                                      |
| 8 | Limianos                   | 14 | 1  | 3 | 10 | 8  | 28 | −20 | 6                                             |                                      |

|                | BOA | BRA | CES | FRE | LIM | SJV | VSC | VIZ |
| -------------- | --- | --- | --- | --- | --- | --- | --- | --- |
| Boavista       |     | 0–0 | 3–0 | 0–1 | 2–0 | 5–1 | 0–0 | 1–4 |
| Bragança       | 0–2 |     | 2–0 | 1–1 | 3–0 | 5–1 | 1–2 | 1–1 |
| Cesarense      | 1–0 | 1–0 |     | 0–3 | 0–2 | 5–2 | 1–5 | 0–1 |
| Freamunde      | 3–0 | 2–1 | 1–0 |     | 3–1 | 3–0 | 0–0 | 1–0 |
| Limianos       | 0–1 | 0–2 | 0–0 | 0–3 |     | 0–2 | 2–2 | 2–3 |
| São João Ver   | 2–4 | 2–1 | 2–1 | 0–2 | 0–0 |     | 0–1 | 2–1 |
| V. Guimarães B | 0–1 | 3–2 | 6–1 | 1–1 | 4–1 | 2–0 |     | 2–1 |
| Vizela         | 2–0 | 5–1 | 0–0 | 1–0 | 3–0 | 1–1 | 2–1 |     |

#### Zona Sul
| # | Equipa                 | J  | V | E | D  | GP | GC | SG  | Pts                                           | Classificação                       |
| - | ---------------------- | -- | - | - | -- | -- | -- | --- | --------------------------------------------- | ----------------------------------- |
| 1 | Oriental (P)           | 14 | 8 | 3 | 3  | 23 | 13 | +10 | 27                                            | Promovido à Segunda Liga de 2014–15 |
| 2 | Benfica Castelo Branco | 14 | 8 | 2 | 4  | 27 | 11 | +16 | 26                                            | Playoff subida                      |
| 3 | União de Leiria        | 14 | 7 | 3 | 4  | 15 | 16 | −1  | 24 \| rowspan="6" style="background:white;"\| |                                     |
| 4 | FC Ferreiras           | 14 | 6 | 3 | 5  | 24 | 21 | +3  | 21                                            |                                     |
| 5 | Sertanense             | 14 | 5 | 6 | 3  | 20 | 18 | +2  | 21                                            |                                     |
| 6 | Mafra                  | 14 | 4 | 4 | 6  | 12 | 14 | −2  | 16                                            |                                     |
| 7 | Pinhalnovense          | 14 | 3 | 2 | 9  | 19 | 27 | −8  | 11                                            |                                     |
| 8 | Loures                 | 14 | 3 | 1 | 10 | 15 | 35 | −20 | 10                                            |                                     |

|               | BCB | FER | LOU | MAF | ORI | PIN | SER | LEI |
| ------------- | --- | --- | --- | --- | --- | --- | --- | --- |
| B.C. Branco   |     | 7–2 | 0–1 | 1–1 | 1–0 | 3–0 | 2–1 | 5–0 |
| Ferreiras     | 1–2 |     | 5–1 | 0–2 | 1–1 | 1–0 | 1–1 | 2–0 |
| Loures        | 1–0 | 0–3 |     | 0–3 | 0–4 | 2–3 | 1–2 | 0–2 |
| Mafra         | 1–3 | 2–1 | 1–2 |     | 0–1 | 1–0 | 0–0 | 0–1 |
| Oriental      | 1–0 | 0–2 | 4–2 | 0–0 |     | 2–1 | 2–1 | 1–2 |
| Pinhalnovense | 1–3 | 2–3 | 4–3 | 3–0 | 1–1 |     | 3–3 | 1–2 |
| Sertanense    | 1–3 | 1–1 | 3–1 | 2–1 | 1–4 | 2–0 |     | 2–1 |
| Leiria        | 1–0 | 2–1 | 1–1 | 0–0 | 1–2 | 1–0 | 1–1 |     |

### Playoff subida

#### 1ª Mão
| 1 Junho 2014 | Benfica e Castelo Branco | 0 – 0 | Vitória de Guimarães B | Estádio Municipal Vale do Romeiro, Castelo Branco |
|              |                          |       |                        |                                                   |

#### Second leg
| 8 Junho 2014 | Vitória de Guimarães B    | 2 – 0 | Benfica e Castelo Branco | Complexo Vitória, Guimarães |
|              | Josué Sá 58' · Tomané 65' |       |                          |                             |

Vitória de Guimarães B promovido à Segunda Liga de 2014–15.

### Grande Final
| 10 Junho 2014 | Freamunde                                          | 3 – 2     | Oriental                   | Estádio do Fontelo, Viseu |
|               | Joel Silva 8' · Machado 60' · Pedrinho Moreira 64' | Relatório | Tom 14' · Mauro Bastos 85' |                           |

### Permanência

#### Serie A
| # | Equipa          | J  | V | E | D  | GP | GC | SG  | Pts                                           | Classificação             |
| - | --------------- | -- | - | - | -- | -- | -- | --- | --------------------------------------------- | ------------------------- |
| 1 | Fafe            | 14 | 6 | 4 | 4  | 20 | 14 | +6  | 39 \| rowspan="5" style="background:white;"\| |                           |
| 2 | Vilaverdense    | 14 | 8 | 4 | 2  | 20 | 9  | +11 | 39                                            |                           |
| 3 | Vianense        | 14 | 6 | 6 | 2  | 19 | 13 | +6  | 37                                            |                           |
| 4 | Mirandela       | 14 | 4 | 7 | 3  | 18 | 13 | +5  | 34                                            |                           |
| 5 | Santa Maria     | 14 | 5 | 5 | 4  | 15 | 15 | 0   | 31                                            |                           |
| 6 | Pedras Salgadas | 14 | 3 | 6 | 5  | 12 | 15 | −3  | 23                                            | Play-out                  |
| 7 | Ninense (R)     | 14 | 3 | 5 | 6  | 12 | 18 | −6  | 18                                            | Rebaixado para Distritais |
| 8 | Valenciano (R)  | 14 | 1 | 3 | 10 | 11 | 29 | −18 | 17                                            | Rebaixado para Distritais |

|              | FAF | MIR | NIN | PED | STM | VAL | VIA | VIL |
| ------------ | --- | --- | --- | --- | --- | --- | --- | --- |
| Fafe         |     | 3–1 | 1–1 | 2–1 | 0–2 | 3–0 | 1–1 | 2–0 |
| Mirandela    | 3–2 |     | 3–1 | 3–0 | 1–1 | 4–1 | 0–1 | 2–2 |
| Ninense      | 2–1 | 1–0 |     | 0–1 | 1–0 | 1–1 | 1–1 | 0–1 |
| P. Salgadas  | 1–1 | 0–0 | 1–1 |     | 0–0 | 2–0 | 1–2 | 1–1 |
| Santa Maria  | 1–0 | 1–1 | 1–1 | 2–1 |     | 3–1 | 0–2 | 0–2 |
| Valenciano   | 0–2 | 0–0 | 5–1 | 0–2 | 1–3 |     | 2–2 | 0–3 |
| Vianense     | 0–0 | 0–0 | 2–1 | 3–1 | 1–1 | 2–0 |     | 2–3 |
| Vilaverdense | 1–2 | 0–0 | 1–0 | 0–0 | 3–0 | 1–0 | 2–0 |     |

#### Serie B
| # | Equipa          | J  | V | E | D  | GP | GC | SG  | Pts                                           | Classificação             |
| - | --------------- | -- | - | - | -- | -- | -- | --- | --------------------------------------------- | ------------------------- |
| 1 | Tirsense        | 14 | 6 | 7 | 1  | 17 | 10 | +7  | 35 \| rowspan="5" style="background:white;"\| |                           |
| 2 | AD Oliveirense  | 14 | 6 | 4 | 4  | 17 | 11 | +6  | 34                                            |                           |
| 3 | Famalicão       | 14 | 6 | 5 | 3  | 18 | 16 | +2  | 33                                            |                           |
| 4 | Varzim          | 14 | 4 | 5 | 5  | 15 | 15 | 0   | 32                                            |                           |
| 5 | Felgueiras 1932 | 14 | 5 | 2 | 7  | 21 | 21 | 0   | 32                                            |                           |
| 6 | Ribeirão        | 14 | 5 | 5 | 4  | 22 | 19 | +3  | 31                                            | Play-out                  |
| 7 | Joane (R)       | 14 | 5 | 3 | 6  | 25 | 27 | −2  | 31                                            | Rebaixado para Distritais |
| 8 | Lixa (R)        | 14 | 3 | 1 | 10 | 13 | 30 | −17 | 15                                            | Rebaixado para Distritais |

|             | OLI | FAM | FEL | JOA | LIX | RIB | TIR | VAR |
| ----------- | --- | --- | --- | --- | --- | --- | --- | --- |
| Oliveirense |     | 2–1 | 2–1 | 1–2 | 1–0 | 3–0 | 0–0 | 0–0 |
| Famalicão   | 0–3 |     | 3–2 | 2–1 | 3–1 | 1–1 | 1–1 | 2–1 |
| Felgueiras  | 2–1 | 0–1 |     | 3–0 | 2–1 | 0–2 | 2–2 | 3–2 |
| Joane       | 1–0 | 2–1 | 3–2 |     | 4–1 | 4–4 | 1–2 | 2–2 |
| Lixa        | 0–1 | 2–2 | 1–4 | 2–1 |     | 1–4 | 0–2 | 1–4 |
| Ribeirão    | 1–1 | 0–1 | 2–0 | 3–2 | 1–2 |     | 1–2 | 1–1 |
| Tirsense    | 2–2 | 0–0 | 0–0 | 1–1 | 1–0 | 1–2 |     | 2–0 |
| Varzim      | 1–0 | 0–0 | 1–0 | 3–1 | 0–2 | 0–0 | 0–1 |     |

#### Serie C
| # | Equipa        | J  | V | E | D | GP | GC | SG  | Pts                                           | Classificação             |
| - | ------------- | -- | - | - | - | -- | -- | --- | --------------------------------------------- | ------------------------- |
| 1 | Salgueiros 08 | 14 | 8 | 2 | 4 | 22 | 17 | +5  | 39 \| rowspan="5" style="background:white;"\| |                           |
| 2 | Gondomar      | 14 | 6 | 2 | 6 | 18 | 19 | −1  | 37                                            |                           |
| 3 | Amarante      | 14 | 6 | 3 | 5 | 19 | 15 | +4  | 35                                            |                           |
| 4 | Sousense      | 14 | 6 | 3 | 5 | 16 | 16 | 0   | 30                                            |                           |
| 5 | Coimbrões     | 14 | 6 | 4 | 4 | 20 | 17 | +3  | 31                                            |                           |
| 6 | Camacha       | 14 | 3 | 6 | 5 | 17 | 18 | −1  | 26                                            | Play-out                  |
| 7 | Vila Flor (R) | 14 | 5 | 4 | 5 | 18 | 18 | 0   | 23                                            | Rebaixado para Distritais |
| 8 | Perafita (R)  | 14 | 2 | 4 | 8 | 13 | 23 | −10 | 17                                            | Rebaixado para Distritais |

|            | AMA | CAM | COI | GON | PER | SAL | SOU | VIL |
| ---------- | --- | --- | --- | --- | --- | --- | --- | --- |
| Amarante   |     | 1–1 | 2–1 | 1–2 | 3–0 | 3–2 | 3–0 | 0–1 |
| Camacha    | 1–1 |     | 1–1 | 3–2 | 3–1 | 1–1 | 3–1 | 1–2 |
| Coimbrões  | 2–0 | 0–0 |     | 1–3 | 2–1 | 2–0 | 3–0 | 1–1 |
| Gondomar   | 1–2 | 1–0 | 1–2 |     | 2–2 | 1–0 | 0–0 | 2–1 |
| Perafita   | 2–1 | 2–1 | 2–2 | 1–2 |     | 0–1 | 0–2 | 1–1 |
| Salgueiros | 0–0 | 2–1 | 2–1 | 2–1 | 2–0 |     | 3–1 | 4–1 |
| Sousense   | 0–1 | 1–1 | 4–1 | 1–0 | 1–0 | 3–0 |     | 2–1 |
| Vila Flor  | 2–1 | 2–1 | 0–1 | 3–0 | 1–1 | 2–3 | 0–0 |     |

#### Serie D
| # | Equipa                | J  | V | E | D | GP | GC | SG | Pts                                           | Classificação             |
| - | --------------------- | -- | - | - | - | -- | -- | -- | --------------------------------------------- | ------------------------- |
| 1 | Cinfães               | 14 | 8 | 2 | 4 | 19 | 11 | +8 | 38 \| rowspan="5" style="background:white;"\| |                           |
| 2 | Anadia                | 14 | 6 | 4 | 4 | 17 | 14 | +3 | 35                                            |                           |
| 3 | Lusitano Vildemoinhos | 14 | 7 | 3 | 4 | 16 | 11 | +5 | 34                                            |                           |
| 4 | Lusitânia Lourosa     | 14 | 5 | 4 | 5 | 11 | 10 | +1 | 31                                            |                           |
| 8 | Sporting de Espinho   | 14 | 5 | 4 | 5 | 18 | 17 | +1 | 28                                            |                           |
| 7 | Estarreja             | 14 | 6 | 2 | 6 | 12 | 19 | −7 | 28                                            | Play-out                  |
| 5 | Grijó (R)             | 14 | 4 | 3 | 7 | 19 | 23 | −4 | 26                                            | Rebaixado para Distritais |
| 8 | Bustelo (R)           | 14 | 2 | 4 | 8 | 10 | 17 | −7 | 23                                            | Rebaixado para Distritais |

|                     | ANA | BUS | CIN | EST | GRI | LOU | L.VL | ESP |
| ------------------- | --- | --- | --- | --- | --- | --- | ---- | --- |
| Anadia              |     | 3–1 | 0–0 | 1–2 | 1–1 | 0–0 | 2–0  | 1–3 |
| Bustelo             | 0–1 |     | 1–3 | 2–0 | 0–2 | 0–0 | 1–1  | 0–0 |
| Cinfães             | 2–0 | 1–0 |     | 1–2 | 1–2 | 1–0 | 2–1  | 4–1 |
| Estarreja           | 0–1 | 0–3 | 1–0 |     | 1–3 | 2–1 | 1–0  | 2–2 |
| Grijó               | 2–2 | 3–1 | 1–2 | 0–1 |     | 0–2 | 1–2  | 3–3 |
| Lusitânia Lourosa   | 0–3 | 1–0 | 0–0 | 2–0 | 2–1 |     | 0–0  | 2–0 |
| Lus. Vildemoinhos   | 3–1 | 1–1 | 1–0 | 3–0 | 2–0 | 1–0 |      | 1–0 |
| Sporting de Espinho | 0–1 | 1–0 | 1–2 | 0–0 | 3–0 | 2–1 | 2–0  |     |

#### Serie E
| # | Equipa                 | J  | V  | E | D  | GP | GC | SG  | Pts                                           | Classificação             |
| - | ---------------------- | -- | -- | - | -- | -- | -- | --- | --------------------------------------------- | ------------------------- |
| 1 | Pampilhosa             | 14 | 9  | 1 | 4  | 29 | 19 | +10 | 42 \| rowspan="5" style="background:white;"\| |                           |
| 2 | Sourense               | 14 | 10 | 1 | 3  | 26 | 11 | +15 | 40                                            |                           |
| 3 | Nogueirense            | 14 | 5  | 5 | 4  | 22 | 11 | +11 | 32                                            |                           |
| 4 | Tourizense             | 14 | 5  | 4 | 5  | 18 | 15 | +3  | 32                                            |                           |
| 5 | Naval 1º de Maio       | 14 | 6  | 4 | 4  | 21 | 22 | −1  | 30                                            |                           |
| 6 | Águias do Moradal (R)  | 14 | 5  | 4 | 5  | 26 | 30 | −4  | 30                                            | Play-out                  |
| 7 | CD Carapinheirense (R) | 14 | 2  | 5 | 7  | 10 | 21 | −11 | 21                                            | Rebaixado para Distritais |
| 8 | Manteigas (R)          | 14 | 1  | 2 | 11 | 10 | 33 | −23 | 12                                            | Rebaixado para Distritais |

| Ág. Moradal |     | 2–2 | 3–2 | 3–4 | 2–1 | 0–3 | 3–1 | 3–2 CD Carapinheirense | 2–2 |  | 3–0 | 1–1 | 1–0 | 1–3 | 0–3 | 0–1 |
| Manteigas   | 1–3 | 1–0 |     | 1–2 | 0–4 | 1–2 | 0–1 | 0–0                    |     |  |     |     |     |     |     |     |
| Naval       | 3–3 | 0–0 | 1–0 |     | 1–1 | 3–1 | 1–0 | 0–2                    |     |  |     |     |     |     |     |     |
| Nogueirense | 0–0 | 4–0 | 1–1 | 4–0 |     | 0–0 | 2–0 | 3–1                    |     |  |     |     |     |     |     |     |
| Pampilhosa  | 3–1 | 3–0 | 5–2 | 3–1 | 3–1 |     | 1–3 | 1–0                    |     |  |     |     |     |     |     |     |
| Sourense    | 3–0 | 1–0 | 5–1 | 3–2 | 1–0 | 2–0 |     | 2–0                    |     |  |     |     |     |     |     |     |
| Tourizense  | 3–1 | 0–0 | 2–0 | 0–2 | 1–1 | 3–1 | 1–1 |                        |     |  |     |     |     |     |     |     |

#### Serie F
| # | Equipa             | J  | V | E | D  | GP | GC | SG  | Pts                                           | Classificação             |
| - | ------------------ | -- | - | - | -- | -- | -- | --- | --------------------------------------------- | ------------------------- |
| 1 | Caldas             | 14 | 7 | 4 | 3  | 17 | 11 | +6  | 37 \| rowspan="5" style="background:white;"\| |                           |
| 2 | Alcanenense        | 14 | 5 | 6 | 3  | 16 | 13 | +3  | 36                                            |                           |
| 3 | Torreense          | 14 | 7 | 4 | 3  | 22 | 14 | +8  | 36                                            |                           |
| 4 | Fátima             | 14 | 5 | 4 | 5  | 12 | 11 | +1  | 33                                            |                           |
| 5 | Atlético Riachense | 14 | 7 | 4 | 3  | 22 | 14 | +8  | 29                                            |                           |
| 6 | Lourinhanense (R)  | 14 | 3 | 6 | 5  | 11 | 16 | −5  | 28                                            | Play-out                  |
| 7 | Carregado (R)      | 14 | 4 | 3 | 7  | 16 | 21 | −5  | 24                                            | Rebaixado para Distritais |
| 8 | Portomosense (R)   | 14 | 1 | 3 | 10 | 5  | 21 | −16 | 12                                            | Rebaixado para Distritais |

|               | ALC | ATL | CAL | CAR | FAT | LOU | POR | TOR |
| ------------- | --- | --- | --- | --- | --- | --- | --- | --- |
| Alcanenense   |     | 1–2 | 1–1 | 2–1 | 1–0 | 2–0 | 1–0 | 1–1 |
| At. Riachense | 0–0 |     | 1–2 | 6–2 | 0–0 | 1–0 | 3–0 | 1–3 |
| Caldas        | 2–1 | 0–1 |     | 0–2 | 2–0 | 2–2 | 1–0 | 2–1 |
| Carregado     | 1–0 | 1–2 | 0–1 |     | 0–2 | 1–1 | 2–2 | 2–2 |
| Fátima        | 0–0 | 2–0 | 1–1 | 1–3 |     | 2–0 | 2–0 | 1–0 |
| Lourinhanense | 2–2 | 1–1 | 0–0 | 1–0 | 1–0 |     | 1–1 | 1–2 |
| Portomosense  | 1–2 | 0–2 | 0–3 | 1–0 | 0–0 | 0–1 |     | 0–2 |
| Torreense     | 2–2 | 2–2 | 1–0 | 0–1 | 3–1 | 2–0 | 1–0 |     |

#### Serie G
| # | Equipa              | J  | V | E | D  | GP | GC | SG  | Pts                                           | Classificação             |
| - | ------------------- | -- | - | - | -- | -- | -- | --- | --------------------------------------------- | ------------------------- |
| 1 | Casa Pia            | 14 | 7 | 6 | 1  | 20 | 6  | +14 | 44 \| rowspan="5" style="background:white;"\| |                           |
| 2 | Sintrense           | 14 | 5 | 7 | 2  | 23 | 15 | +8  | 39                                            |                           |
| 3 | 1º de Dezembro      | 14 | 7 | 4 | 3  | 24 | 14 | +10 | 39                                            |                           |
| 4 | Operário            | 14 | 5 | 4 | 5  | 18 | 17 | +1  | 37                                            |                           |
| 5 | Praiense            | 14 | 6 | 4 | 4  | 27 | 21 | +6  | 31                                            |                           |
| 6 | Sporting Ideal (R)  | 14 | 5 | 4 | 5  | 17 | 19 | −2  | 28                                            | Play-out                  |
| 7 | O Elvas (R)         | 14 | 4 | 3 | 7  | 12 | 22 | −10 | 20                                            | Rebaixado para Distritais |
| 8 | Futebol Benfica (R) | 14 | 1 | 0 | 13 | 15 | 42 | −27 | 7                                             | Rebaixado para Distritais |

|                 | 1ºD | CPI | CFB | ELV | OPE | PRA | SNT | IDE |
| --------------- | --- | --- | --- | --- | --- | --- | --- | --- |
| 1º de Dezembro  |     | 0–0 | 3–0 | 2–1 | 3–0 | 3–0 | 2–2 | 2–0 |
| Casa Pia        | 4–0 |     | 5–0 | 0–1 | 2–1 | 2–0 | 0–0 | 3–1 |
| Futebol Benfica | 2–5 | 0–1 |     | 1–2 | 1–4 | 2–5 | 2–4 | 3–1 |
| O Elvas         | 0–1 | 1–1 | 2–1 |     | 0–1 | 2–0 | 1–1 | 1–1 |
| Operário        | 3–1 | 1–1 | 3–1 | 3–0 |     | 1–1 | 0–0 | 0–0 |
| Praiense        | 0–0 | 0–0 | 4–1 | 6–0 | 2–0 |     | 3–1 | 3–1 |
| Sintrense       | 1–1 | 0–1 | 2–0 | 2–0 | 2–0 | 3–3 |     | 3–0 |
| Sporting Ideal  | 1–0 | 0–0 | 1–0 | 2–1 | 2–1 | 5–0 | 2–2 |     |

#### Serie H
| # | Equipa                 | J  | V | E | D  | GP | GC | SG  | Pts                                           | Classificação             |
| - | ---------------------- | -- | - | - | -- | -- | -- | --- | --------------------------------------------- | ------------------------- |
| 1 | Moura                  | 14 | 8 | 4 | 2  | 26 | 11 | +15 | 44 \| rowspan="5" style="background:white;"\| |                           |
| 2 | União de Montemor      | 14 | 6 | 7 | 1  | 21 | 14 | +7  | 37                                            |                           |
| 3 | Louletano              | 14 | 7 | 5 | 2  | 22 | 12 | +10 | 37                                            |                           |
| 4 | Quarteirense           | 14 | 6 | 5 | 3  | 25 | 16 | +9  | 35                                            |                           |
| 5 | Cova da Piedade        | 14 | 5 | 3 | 6  | 23 | 25 | −2  | 31                                            |                           |
| 6 | Barreirense (R)        | 14 | 4 | 6 | 4  | 16 | 17 | −1  | 28                                            | Play-out                  |
| 7 | Esperança de Lagos (R) | 14 | 2 | 3 | 9  | 10 | 30 | −20 | 15                                            | Rebaixado para Distritais |
| 8 | Almodôvar (R)          | 14 | 0 | 3 | 11 | 9  | 29 | −20 | 10                                            | Rebaixado para Distritais |

|                 | ALM | BAR | COV | ESP | LOU | MOU | QUA | MTM |
| --------------- | --- | --- | --- | --- | --- | --- | --- | --- |
| Almodôvar       |     | 1–2 | 0–0 | 3–3 | 0–2 | 0–2 | 0–1 | 0–1 |
| Barreirense     | 3–0 |     | 2–1 | 0–0 | 1–1 | 1–2 | 1–0 | 2–2 |
| Cova da Piedade | 2–1 | 2–1 |     | 3–1 | 2–3 | 2–3 | 2–1 | 0–0 |
| Esp. de Lagos   | 1–0 | 0–0 | 2–1 |     | 1–3 | 0–2 | 1–6 | 0–1 |
| Louletano       | 2–0 | 0–0 | 3–0 | 3–1 |     | 1–0 | 2–2 | 1–2 |
| Moura           | 5–0 | 5–1 | 1–2 | 1–0 | 0–0 |     | 1–1 | 3–2 |
| Quarteirense    | 2–1 | 2–1 | 3–2 | 4–0 | 1–1 | 1–1 |     | 0–2 |
| Un. Montemor    | 3–3 | 1–1 | 3–3 | 1–0 | 2–0 | 0–0 | 1–1 |     |

#### Playout Despromoção
Playout disputado pelas equipas classificadas em 6º lugar na 2º fase. Derrotados despromovidos aos Distritais, vencedores asseguram manutenção.
| Equipe 1            | Total | Equipe 2              | 1.º jogo | 2.º jogo |
| ------------------- | ----- | --------------------- | -------- | -------- |
| Camacha (C)         | 4–0   | (F) Lourinhanense     | 1–0      | 3–0      |
| Pedras Salgadas (A) | 3–0   | (H) Barreirense       | 2–0      | 1–0      |
| Ribeirão (B)        | 4–1   | (G) Sporting Ideal    | 3–0      | 1–1      |
| Estarreja (D)       | 4–1   | (E) Águias do Moradal | 2–0      | 2–1      |